# South Nahanni River
Der South Nahanni River ist ein 563 km langer linker Nebenfluss des Liard River in den Nordwest-Territorien im nördlichen Kanada. Er entwässert ein Gebiet von 36.300 km² und hat einen mittleren Abfluss von 404 m³/s.

## Flusslauf
Der South Nahanni River hat seinen Ursprung in einem 1630 m hoch gelegenen kleinen See in den Mackenzie Mountains unweit der Grenze zum Yukon-Territorium. Er fließt durch die Selwyn Mountains, wo er das Wasser des Little Nahanni River aufnimmt. Östlich der Bologna Ridge macht er einen Bogen Richtung Westen. In der Vampires Peaks Range nimmt er den Fluss Broken Skull River auf, dann den Rabbitkettle River und in der Nahanni-Nationalpark den Hole in the Wall Creek. Hier passiert der Fluss den 96 m hohen Virginia-Falls-Wasserfall 
(⊙).
Dann durchquert er die Park Reserve und nimmt den Flat River auf. Kurz vor der Mündung in den Liard River bei Nahanni Butte, 90 Kilometer nördlich von Fort Liard nimmt er noch den Jackfish River auf.